# John Carr (Politiker)
John Carr (* 9. April 1793 in Uniontown, Perry County, Nordwestterritorium; † 20. Januar 1845 in Charlestown, Indiana) war ein US-amerikanischer Politiker. Zwischen 1831 und 1841 vertrat er zwei Mal den Bundesstaat Indiana im US-Repräsentantenhaus.

## Werdegang
Im Jahr 1806 kam John Carr mit seinen Eltern in das Clark County im damaligen Indiana-Territorium, wo er die öffentlichen Schulen besuchte. Danach absolvierte er eine militärische Laufbahn: zunächst bei einer Einheit der United States Rangers, danach in der Staatsmiliz von Indiana. In dieser Truppe stieg er später bis zum Generalmajor auf. 1811 nahm er unter dem Kommando von William Henry Harrison an der Schlacht bei Tippecanoe teil. Danach war er für einige Jahre zur Verteidigung der damaligen Westgrenze der Vereinigten Staaten eingesetzt.
Zwischen 1824 und 1830 war er als County Clerk in der Verwaltung des Clark County tätig. Politisch schloss sich Carr in den 1820er Jahren der Bewegung um den späteren Präsidenten Andrew Jackson an und wurde Mitglied der von diesem 1828 gegründeten Demokratischen Partei. Im Jahr 1824 war er einer der Wahlmänner von Jackson bei den Präsidentschaftswahlen. Bei den Kongresswahlen des Jahres 1830 wurde Carr im zweiten Wahlbezirk von Indiana in das US-Repräsentantenhaus in Washington, D.C. gewählt, wo er am 4. März 1831 die Nachfolge von Jonathan Jennings antrat. Nach zwei Wiederwahlen konnte er bis zum 3. März 1837 drei Legislaturperioden im Kongress absolvieren. Diese waren von den Diskussionen über die Politik des seit 1829 amtierenden Präsidenten Jackson geprägt. Seit 1833 vertrat Carr als Nachfolger von Johnathan McCarty den dritten Distrikt seines Staates. Von 1835 bis 1837 war er Vorsitzender des Ausschusses für private Landansprüche.
Im Jahr 1836 verlor John Carr gegen William Graham von der Whig Party, der am 4. März 1837 seine Nachfolge im Kongress antrat. Bei den Wahlen des Jahres 1838 konnte er sein altes Mandat im dritten Bezirk von Indiana zurückgewinnen und am 4. März 1839 Graham im US-Repräsentantenhaus wieder ablösen. Bis zum 3. März 1841 verbrachte er damit eine weitere Legislaturperiode im Kongress. Im Jahr 1840 verzichtete er auf eine weitere Kandidatur. Nach seinem Ausscheiden aus dem US-Repräsentantenhaus zog sich Carr aus der Politik zurück. Er starb am 20. Januar 1845 in Charlestown.